# 2023-as vajdasági tartományi parlamenti választás

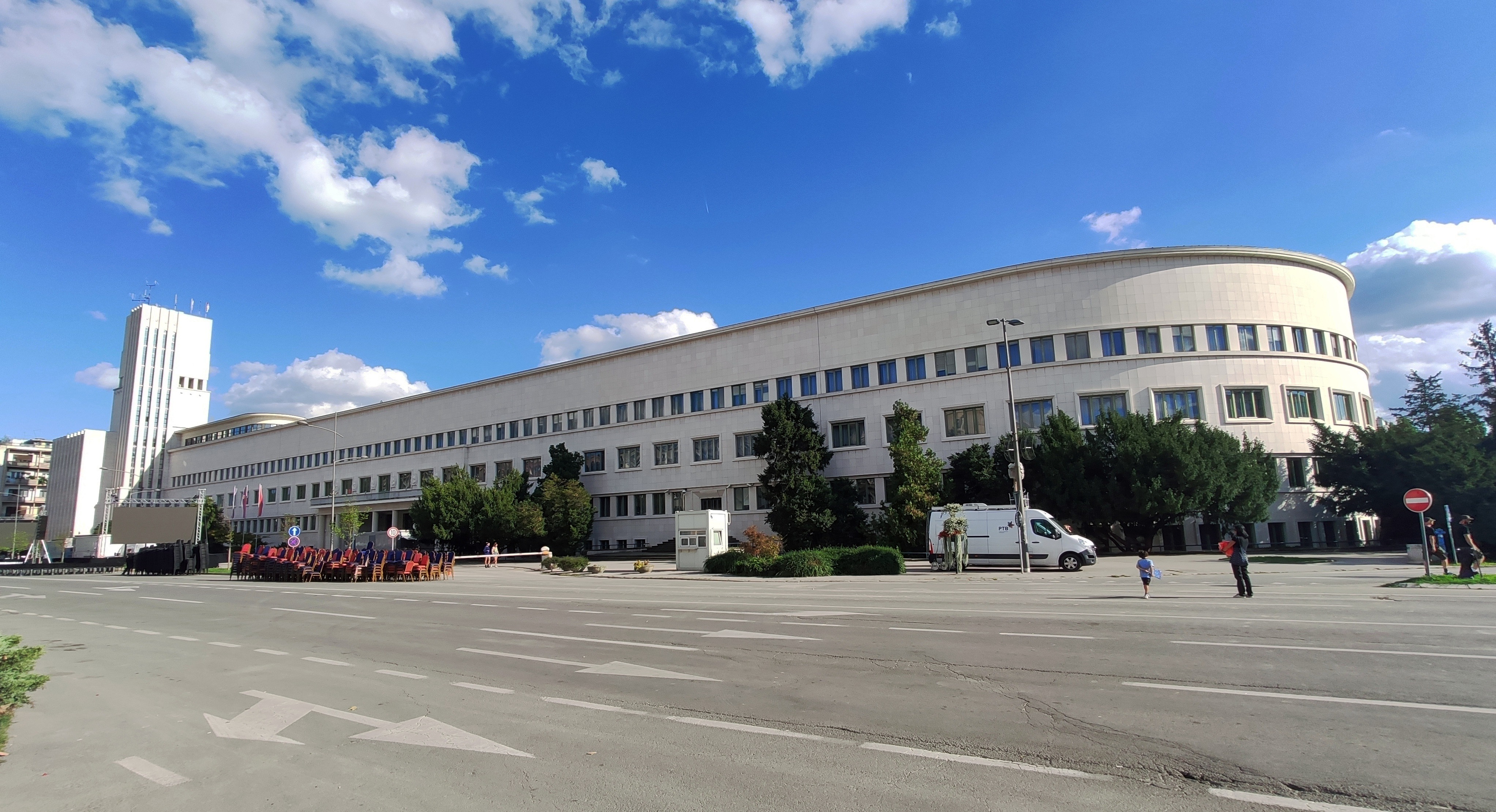
Az újvidéki báni palota, a tartományi parlament épülete

A 2023-as előrehozott vajdasági tartományi parlamenti választásra 2023. december 17-én került sor Szerbiában, Vajdaságban. Ugyanaznap országos parlamenti választásra és 65 településen, köztük a fővárosban, Belgrádban helyhatósági választásra került sor.

## Választási rendszer
A vajdasági választáson csak pártok, pártszövetségek és civilszervezetek indulhatnak, melyek listáira lehet szavazni. A politikai pártok és civil szervezetek nem indulhatnak koalícióban. A listavezetőnek nem kell vajdasági lakhellyel rendelkeznie, de a lista többi tagjának igen. A listaállításhoz legalább 4000 támogatói aláírás előzetes összegyűjtése szükséges, a nemzeti kisebbségi pártok, szervezetek esetében 2000 aláírás is elegendő. Az aláírásokat a választás előtt legalább 15 nappal be kell nyújtani.
A választás egyfordulós és az egész tartomány egyetlen körzetnek számít. A mandátumokat a szavazatok arányában, D'Hondt-módszerrel osztják el a bejutott pártok között. A bejutási küszöb 5%, a kisebbségi listákra az ún. természetes küszöb vonatkozik, ami a nem kisebbségi pártok esetében az egy mandátumra jutó szavazatmennyiséggel egyenlő. Összesen 120 mandátumot osztanak el.
A választások lebonyolítását a Tartományi Választási Bizottság (szerbül Pokrajinske izborne komisije, PIK) intézi.
A választói névjegyzéket 2023. december 1-jén zárták le.

## Története
A választási rendszert a kormányzó Szerb Haladó Párt (SNS), a Szerbiai Szocialista Párt (SPS) és a Vajdasági Magyar Szövetség (VMSZ) tartományi képviselői 2023. október 5-én az ellenzékkel való tárgyalás nélkül megváltoztatták készülve a választásra.
2023. október 30-án meghalt Pásztor István, a tartományi parlament és a VMSZ elnöke. Utódja Momo Čolaković, a parlamenti korelnök, Haladó párti képviselő lett.
2023. november 1-jén országos előrehozott parlamenti választást írt ki Aleksandar Vučić szerb államfő. Ezután 2023. november 15-én feloszlatta magát a vajdasági tartományi parlament, és az országos választással azonos napra írták ki a tartományi választást.

## Induló pártok, pártkoalíciók és szervezetek
A választáson 13 lista indul:
|     |  | Lista neve és támogatói | Listavezető            | Típus |
| --- |  | --- | ---------------------- | ----- |
| 1.  |  | Aleksandar Vučić – Vajdaság nem állhat meg SNS, SDPS, PS, PUPS, SPO, SN, ZS | Dušanka Golubović      |       |
| 2.  |  | Ivica Dačić – Szerbia miniszterelnöke SPS, JS, ZS, PZB | Dusan Bajatović        |       |
| 3.  |  | Dr. Vojislav Šešelj – Szerb Radikális Párt SRS | Đurađ Jakšić           |       |
| 4.  |  | Orosz Párt – A szerbek és az oroszok mindörökké testvérek! RS | Ljubica Bertović       | K     |
| 5.  |  | Dr. Miloš Jovanović – Szerbia reménye – NADA Szerb koalíció – Nemzeti demokratikus alternatíva – Új Szerbiai Demokrata Párt (Novi DSS) – Szerb Királyság Megújhodási Mozgalom (POKS) – Vojislav Mihailović NDSS, POKS | Branislav Ristivojević |       |
| 6.  |  | Vajdasági Magyar Szövetség – Elnökünkért, Közösségünkért, a Jövőért! VMSZ | Juhász Bálint          | K     |
| 7.  |  | Szerbia az erőszak ellen – Marinika Tepić – Mihailo Brkić – (Szabadság és Igazságosság Pártja, Szerbiai Népi Mozgalom, Zöld-bal Front, Ne davimo Beograd, Környezetvédelmi Felkelés – Csend, Demokrata Párt, Szabad Polgárok Mozgalma, Szerbia Közép, Együtt, Mozgalom a Változásért, Egyetértés Szerbiai Egyesült Szakszervezetek, Szerbia Új Arca) SSP, NPS, ZLF, DS, Zajedno, SRCE, EU, PSG, NLS, GDP, PZP, USS Sloga, Haza, RP, APV | Stanko Pužić           |       |
| 8.  |  | Tomislav Žigmanov – Együtt az Igazságért – Vajdasági Horvátok Demokratikus Szövetsége – Usame Žukorlić – Igazságosság és Megbékélés Pártja – Szandzsáki Bosnyákok DSHV, SPP | Tomislav Žigmanov      | K     |
| 9.  |  | Čedomir Jovanović – Vajdaságnak muszáj másképpen LDP | Tatjana Tabački        |       |
| 10. |  | Néppárt – Biztos választás. Komoly emberek – Vuk Jeremić, Siniša Kovačević, Dr. Sanda Rašlović Ivić, Đorđe Vukadinović NS | Siniša Sević           |       |
| 11. |  | Milica Đurđević Stamenkovski – Boško Obradović – Nemzeti csoportosulás – Államalapító erő – Fogadalomtevők Szerb Pártja – Dveri Szerb Mozgalom SSZ, Dveri | Dejan Vuković          |       |
| 12. |  | Saša Radulović (Elég volt) – Boris Tadić (Szociáldemokrata Párt) – Ana Pejić (Elrabolt csecsemők) – Jó reggelt, Szerbia! DJB, SDS, OBAP, DUR | Aleksandar Bujić       |       |
| 13. |  | Vajdaságiak – Vajdasági Szociáldemokrata Liga – Vajdasági Magyarok Demokratikus Közössége, Együtt Vajdaságért – Bojan Kostreš LSV, VMDK, ZZV | Bojan Kostreš          |       |

K: nemzeti kisebbségi lista.

## Eredmények
A tartományi parlamenti választás eredményei a Vajdaságban:
|                                                         |                        | Száma      | Aránya (%) |                  |                                       |
| ------------------------------------------------------- | ---------------------- | ---------- | ---------- | ---------------- | ------------------------------------- |
| Választásra jogosultak                                  | Választásra jogosultak |            | 100        |                  |                                       |
| Leadott szavazatok - ebből érvényes - ebből érvénytelen |                        |            |            |                  |                                       |
| Párt                                                    | Típus                  | Szavazatok | Szavazatok | Képviselők száma | Változás az előző választáshoz képest |
| Párt                                                    | Típus                  | száma      | aránya (%) | Képviselők száma | Változás az előző választáshoz képest |
| Vajdaság nem állhat meg (SNS)                           |                        |            | 48,94      | 67               | -9                                    |
| Szerbia az erőszak ellen (SSP)                          |                        |            | 22,55      | 30               | Új                                    |
| Szerbiai Demokrata Párt (NADA, NDDS)                    |                        |            | 5,32       | 7                | -3                                    |
| Szerbiai Szocialista Párt (SPS)                         |                        |            | 5,25       | 7                | -6                                    |
| Kisebbségi pártok                                       |                        |            |            |                  |                                       |
| Vajdasági Magyar Szövetség (VMSZ)                       | K                      |            | 6,47       | 8                | -3                                    |
| Orosz Párt (RS)                                         | K                      |            | 1,04       | 1                | Új                                    |
| Nem jutott be                                           |                        |            |            |                  |                                       |
| Szerb Radikális Párt (SRS)                              |                        |            |            |                  |                                       |
| Vajdasági Horvátok Demokratikus Szövetsége (DSHV)       | K                      |            |            |                  |                                       |
| Vajdaságnak muszáj másképpen (LDP)                      |                        |            |            |                  |                                       |
| Néppárt (NS)                                            |                        |            |            |                  |                                       |
| Jó reggelt, Szerbia! (DJB, SDS, OBAP, DUR)              |                        |            |            |                  |                                       |
| Vajdaságiak (LSV, VMDK, ZZV)                            |                        |            |            |                  |                                       |
| Összesen                                                | Összesen               |            | 100        | 120              | 0                                     |

## Külső hivatkozások
- Tartományi Választási Bizottság (szerbül)